# Cerveteri (Wein)
Mit der Bezeichnung Cerveteri DOC werden italienische Weiß-, Rosé- und Rotweine (entweder trocken oder lieblich sowie als Frizzante) in der Region Latium ausgebaut. Die Weine besitzen seit 1974 eine „kontrollierte Herkunftsbezeichnung“ (Denominazione di origine controllata – DOC), die zuletzt am 7. März 2014 aktualisiert wurde.

## Erzeugung
- Cerveteri Bianco (trocken oder lieblich oder als Frizzante): muss zu mindestens 50 % aus den Rebsorten Trebbiano Toscano (lokal auch „Procanico“ genannt) und höchstens 35 % Malvasia Bianca di Candia bestehen. Höchstens 15 % andere weiße Rebsorten, die für den Anbau in der Region Latium zugelassen sind, dürfen zugesetzt werden.
- Cerveteri Rosso (trocken oder lieblich): muss gemeinsam in der Mischung zu mindestens 60 % aus den Rebsorten Sangiovese und Montepulciano bestehen, wobei jede der Rebsorten zu mindestens 25 % enthalten sein muss. Weiterhin müssen mindestens 35 % Merlot darin vorkommen. Höchstens 15 % andere rote Rebsorten, die für den Anbau in der Region Latium zugelassen sind, dürfen zugesetzt werden.
- Cerveteri Rosato (auch als Frizzante): Die Denomination enthält in der aktuellen Version keine Vorschriften über die Rebsortenzusammensetzung.
- Cerveteri Trebbiano oder  Cerveteri Procanico: Muss mindestens 85 % Trebbiano Toscano enthalten. Höchstens 15 % andere weiße Rebsorten, die für den Anbau in der Region Latium zugelassen sind, dürfen zugesetzt werden.[1]

## Anbau
Produziert werden die Weine in folgenden Gemeinden:
- In der Metropolitanstadt Rom sind dies die Gemeinden Cerveteri, Ladispoli, Santa Marinella und Civitavecchia und Teile der Gemeinden von Rom, Allumiere und Tolfa und Teile der Gemeinde Tarquinia in der Provinz Viterbo.

## Beschreibung
Laut Denomination (Auszug):

### Cerveteri Bianco
- Farbe: strohgelb mehr oder weniger intensiv
- Geruch: weinig, angenehm, zart
- Geschmack: trocken, voll, harmonisch
- Alkoholgehalt: mindestens 11,0 Vol.-%
- Säuregehalt: mind. 4,5 g/l
- Trockenextrakt: mind. 14,0 g/l

### Cerveteri Rosato (auch als Frizzante)
- Farbe: mehr oder weniger intensiv rosa
- Geruch: fruchtig, angenehm
- Geschmack: fein, zart, harmonisch
- Alkoholgehalt: mindestens 11,0 Vol.-%
- Säuregehalt: mind. 5,0 g/l
- Trockenextrakt: mind. 16,0 g/l

### Cerveteri Rosso secco
- Farbe: mehr oder weniger intensiv rubinrot
- Geruch: weinig, charakteristisch
- Geschmack: trocken, wohlschmeckend, körperreich
- Alkoholgehalt: mindestens 11,5 Vol.-%
- Säuregehalt: mind. 4,5 g/l
- Trockenextrakt: mind. 20,0 g/l